# ناحية النشوة
ناحية النشوة وهي إحدى نواحي قضاء شط العرب في محافظة البصرة في العراق وتقع شمال شرقي المدينة يحدها من الغرب نهر شط العرب ومن الشرق جمهورية إيران ومن الشمال نهر السويب المساحة الكلية لناحية النشوة (180000) دونم وسكان الناحية التي تتراوح أعدادهم بين35 الى 40 الف نسمة.وتبلغ مساحة الحدود الإدارية لناحية النشوة 650 كم. 

## مقاطعات ناحية النشوة

شارع رئيسي في ناحية النشوة يوم 7 تشرين الأول 2016

قرية النشوة هي مركز ناحية النشوة، وبالناحية عدة مقاطعات وقرى:

### رقم المقاطعة واسمها
- (31) قرية النشوة
- (24) أراضي طلاع الدرجة والشهبان
- (25) طلاع أبو غرب والبو مشيح
- (26) المفاتي
- (27) البو مشيح
- (28) أبو غرب
- (29) اللافية
- (30) الدرجة والشهبان
- (31) النشوة
- (32) البيجية
- (33) الحوافط أبو دفل
- (34) أراضي مزارع الحوافظ
- (35) البو بصيري
- (36) الراضية والخليلية وللالية
- (37) أراضي مزارع البو بصيري
- (38) كوت النزال
- (39) السيد علي نور
- (40) أراضي مزارع مياح
- (41) الجلبيه والحويسة
- (42) الشاملي
- (43) الشيازية
- (44) الدوة والعبودة
- (45) مياح والسويب
- (78) خيابر

حدود الناحية الادارية كما يلي : –
يبدأ الحد من نقطة التقاء نهر السويب بشط العرب ومنها يتجه الحد نحو الشرق معقباً الحدود الشمالية للمقاطعات المرقمة (44) الدوة والعبودة و(45) مياح والسويب و(78) خيابر، حتى نقطة التقاء المقاطعة (78) بالحدود العراقية الإيرانية، والحدود الإدارية لمركز قضاء شط العرب ومن هذه النقطة يتجه الحد نحو الجنوب الغربي معقباً الحدود الإدارية لمركز قضاء شط العرب حتى يصل نقطة التقاء هذه الحدود في منتصف شط العرب ومنها يتجه الحد نحو الشمال الغربي معقباً منتصف شط العرب حتى يصل إلى نقطة التقاء نهر السويب بشط العرب وهي النقطة التي بدا منها الوصف.

## الزراعة
يمارس اغلبية السكان الزراعة وتزرع في المنطقة محاصيل عديدة منها الصيفية ومنها الشتوية

### المحاصيل الصيفية
منها الذرة الصفراء والذرة البضاء وخيار القثاء والباميا و البطيخ والرقي والبصل والخضر الورقيه وتشمل الريحان، الكراث، الفجل، والبربين

### المحاصيل الشتوية
ومنها الحنطة – الشعير – الطماطه – البصل – الجت – الباقلاء – الجزر – الخس – والخضروات الورقية وتشمل الفجل – والرشاد – والسلق – والكراث – والشبنت – والحلبة والمعدنوس

## النفط
حقول مجنون النفطي في ناحية النشوة، عام 2019، وقّع العراق عقودًا لتطوير حقل مجنون النفطي ورفع إنتاجه إلى 400 ألف برميل من النفط الخام يوميًا. 

## منفذ النشوة-ايران الحدودي
اقتراح 2016 لإنشاء منفذ حدودي لناحية النشوة مع ايران، اعلنت محافظة البصرة، عزمها التصويت على ادراج موضوع افتتاح المنفذ الحدودي مع ايران في ناحية النشوة على جدول اعماله في الايام المقبلة.
المنفذ سيوفر دخلًا إضافيًا مباشرًا للمحافظة من خلال تخصيص جزء من إيرادات المنافذ الحدودية، مما سيسهم في تمويل مشاريع تنموية. 
التأثيرات غير المباشرة فتشمل تنشيط حركة السياحة على مدار العام، إلى جانب توفير فرص عمل للعمالة المحلية والمقاولين وشركات النقل، وانتعاش قطاع الخدمات، بما في ذلك الفنادق والمطاعم"، لافتا إلى إن "الحكومة المحلية تسعى لتطوير البنية التحتية المحيطة بالمنفذ لضمان تحقيق أقصى استفادة اقتصادية للمحافظة"

## المناطق السياحية
```
اثار خيابر واثار المقلوبة ضفاف شط العرب وبعض المزارات الدينية وغيرها.
[
بحاجة لمصدر
]
```

2-كاراكس(خيابر) المدينة المفقودة شمال البصرة،
تاريخياً تُدعى مدينة كاراكس وتسمى اليوم " الخيابر" وهي جمع لكلمة خيبر أي السور، مدينة تأريخية أنشأها الاسكندر الثالث المقدوني سنة 324 ق م. 